# Fiat Srbija
Fiat Srbija d.o.o. Kragujevac ist ein serbischer Automobilhersteller mit Sitz in Kragujevac der zu Stellantis gehört. Das Nachfolgeunternehmen von Zastava startete als Joint Venture zwischen Fiat (67 %) und der serbischen Regierung (33 %).

## Geschichte
Der Joint-Venture-Vertrag mit einer Laufzeit von zehn Jahren wurde am 29. September 2008 unterzeichnet. In diesem Vertrag wurde Fiat unter anderem eine Steuer- und Zollfreiheit bis 2018 gewährt.
Das Werk wurde für den Produktionsstart des Fiat 500L im Jahr 2012 umfassend modernisiert. In der dreijährigen Umbauphase wurde rund eine Milliarde Euro in Infrastruktur, Gebäude, Maschinenpark und Fertigungssysteme investiert.  FCA Srbija war eines der weltweit modernsten Werke von Fiat Chrysler Automobiles.
Am Umbau waren bis zu 2500 Personen beteiligt. Die theoretische Produktionskapazität sollte danach 700 Exemplare pro Tag bzw. 200.000–300.000 Fahrzeuge pro Jahr betragen. Die anvisierten Zahlen wurden nicht erreicht. Der bisherige Produktionsrekord aus dem Jahr 2014 umfasste 116.000 Exemplare. Danach wurden 91.769 Fahrzeuge (2015) bzw. rund 92.000 Fahrzeuge (2017) produziert. Im Jahr 2016 war FCA Srbija das größte Exportunternehmen der Republik Serbien.
Das Betriebsklima ist von Unzufriedenheit, Arbeitskämpfen und (durch eine nicht ausreichende Nachfrage bedingten) zeitweiligen Werksschließungen geprägt. Nach dem anfänglichen Drei-Schicht-Betrieb wurde 2016 wieder auf zwei Schichten umgestellt. Die von der serbischen Regierung ursprünglich zugesagten Infrastrukturmaßnahmen (Autobahn- und bessere Schienenanbindung) waren bis 2018 noch nicht umgesetzt.
Ende 2018 waren im Unternehmen ca. 2400 Mitarbeiter beschäftigt.
Nach Ablauf der Vertragslaufzeit betonten beide Seiten, die Kooperation fortführen zu wollen.

## Modelle
Nach der Übernahme durch Fiat wurden bis November 2008 noch die Zastava-Modelle Skala, Yugo und Florida gefertigt.
Im März 2009 wurden die ersten Exemplare des Fiat Punto 188 gefertigt.
Dieses Modell wurde auch ab 2013 zeitweise wieder hergestellt.
Seit 2012 wird der Fiat 500L in verschiedenen Ausführungen für den internationalen Markt produziert. Die für 2014 vertraglich vereinbarte Einführung eines neuen Modells ist dagegen nicht erfolgt.